# Wegkapelle Ausserbraz

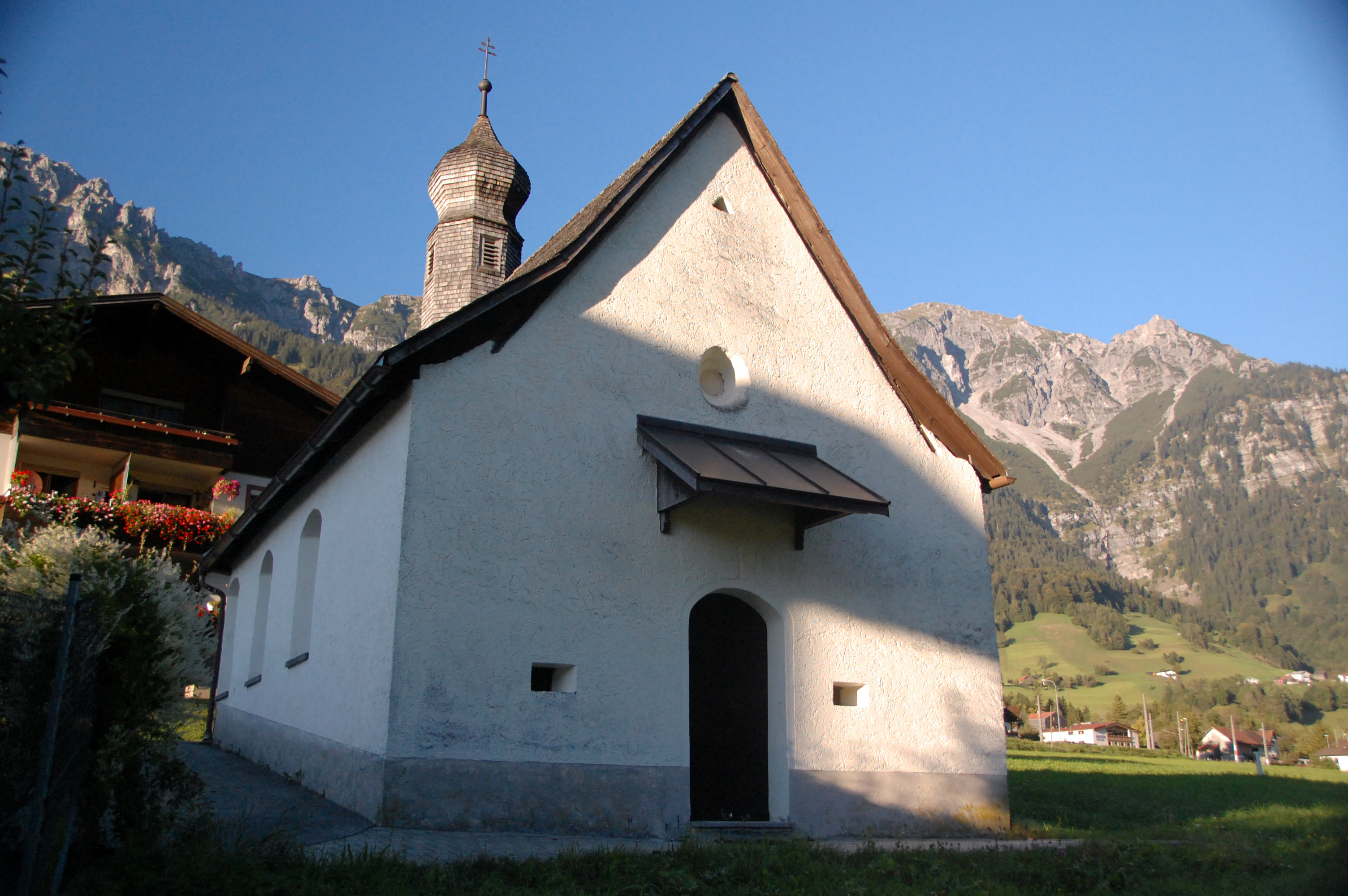
Kath. Kapelle hl. Anna in Ausserbraz

Die römisch-katholische Wegkapelle Ausserbraz steht talseitig an der Klostertalerstraße am Beginn des Klostertales im Ort Ausserbraz in der Stadtgemeinde Bludenz in Vorarlberg. Die Kapelle hl. Anna der Pfarrkirche Braz gehört zum Dekanat Bludenz-Sonnenberg in der Diözese Feldkirch. Die Wegkapelle steht unter Denkmalschutz.

## Geschichte
Die Kapelle wurde 1640 geweiht. 

## Architektur
Der nach Norden orientierte Rechteckbau hat einen Dreiachtelschluss und ein Satteldach mit einem Dachreiter. Der Betraum hat ein Tonnengewölbe, der Chor hat eine Flachdecke.

## Ausstattung
Der Altar um 1680 hat zwei gedrehte Säulen, einen gesprengten Giebel und seitlich Ranken und Ornamentzier. Das Altarbild Anna mit Maria malte der Maler Anton Jehly (1885) als Kopie nach dem Maler Pater Rudolf Blättler OSB. Das Oberbild Gottvater ist aus dem 17. Jahrhundert. Am Chorbogen sind die Figuren Maria und Josef aus dem Ende des 17. Jahrhunderts. Das Kruzifix an der rechten Langhauswand ist aus der Mitte des 17. Jahrhunderts.